# Xã North Palmyra, Quận Macoupin, Illinois
Xã North Palmyra (tiếng Anh: North Palmyra Township) là một xã thuộc quận Macoupin, tiểu bang Illinois, Hoa Kỳ. Năm 2010, dân số của xã này là 854 người.